# Open Discussion Day
Open Discussion Day (česky Den otevřené diskuse) je 19. května. Tento den vybral francouzský blogger Ploum inspirován oznámením  Roberta Quattlebauma, který se rozhodl přestat dnem svých narozenin 19. května 2006 používat uzavřené komunikační sítě.
Tento den je určen všem, kteří chtějí šířit povědomí o otevřeném komunikačním software. Tohoto dne by se mělo přestat používat uzavřené sítě (jako je ICQ, MSN Messenger, Yahoo! Messenger, AIM, Skype apod.), nebo je nepoužívat aspoň tento den a dát o tom vědět co největšímu počtu lidí na těchto sítích.